# Atopophlebia
Atopophlebia is een geslacht van haften (Ephemeroptera) uit de familie Leptophlebiidae.

## Soorten
Het geslacht Atopophlebia omvat de volgende soorten:
- Atopophlebia flowersi
- Atopophlebia fortunensis
- Atopophlebia obrienorum
- Atopophlebia pitculya
- Atopophlebia yarinacocha